# Bremeria
Bremeria es una especie de planta de la familia de las rubiáceas. Se encuentra en Madagascar y las Mascareñas.

## Especies
- Bremeria arachnocarpa  (Wernham) A.P.Davis & Razafim.
- Bremeria decaryi (Homolle) Razafim. & Alejandro
- Bremeria erectiloba (Wernham) Razafim. & Alejandro
- Bremeria eriantha  (A.Rich.) A.P.Davis & Razafim.
- Bremeria fuscopilosa (Baker) Razafim. & Alejandro
- Bremeria humblotii (Wernham) Razafim. & Alejandro
- Bremeria hymenopogonoides (Baker) Razafim. & Alejandro
- Bremeria landia (Poir.) Razafim. & Alejandro
- Bremeria latisepala (Homolle) Razafim. & Alejandro
- Bremeria monantha (Wernham) Razafim. & Alejandro
- Bremeria perrieri (Homolle) Razafim. & Alejandro
- Bremeria pervillei (Wernham) Razafim. & Alejandro
- Bremeria pilosa (Baker) Razafim. & Alejandro
- Bremeria punctata (Drake) Razafim. & Alejandro
- Bremeria scabrella  (Wernham) A.P.Davis & Razafim.
- Bremeria scabridior (Wernham) Razafim. & Alejandro
- Bremeria trichophlebia (Baker) Razafim. & Alejandro
- Bremeria vestita (Baker) Razafim. & Alejandro